# 镇淮桥
镇淮桥，俗称“南门桥”，是位于中国江苏省南京市的一座古老的三孔石拱桥。

## 简介
镇淮桥位于江苏省南京市秦淮区中华门北，地处夫子庙秦淮风光带，跨内秦淮河南段，又名南门桥。杨吴时期在朱雀门原址重建，直到宋朝都是十里秦淮上规模最大、装饰最为精美的桥梁。
镇淮桥在建国前仍是二孔石拱桥，1960年拓建加宽，1995年因城市发展需要，在镇淮桥的东西两侧分别新建了镇淮东桥和镇淮西桥，2001年又再次修缮此桥，使其成为中华门景区一部分。如今的镇淮桥只供游客步行和停泊车辆之用，不再通行汽车，桥下是十里秦淮游船码头，镇淮东、西桥供车辆单向通行。

## 历史沿革
镇淮桥始建于五代十国杨吴时期，至今已有一千多年的历史，因秦淮河在当时都城的南边，故取名“南津大桥”，足有130米长。东晋时称“朱雀桥”，亦称“朱雀航”。是南唐御街直达南门外长干里必经之道，与南唐正宫宫门、虹桥、南门皆在南北一条中轴线上。一般认为，朱雀桥就是镇淮桥。